# Hálfdan Einarsson
Hálfdan Einarsson, född 1732, död 1 februari 1785, var en isländsk skolman och litteraturhistoriker. 
Hálfdan blev rektor vid Hólars latinskola 1755. Han utgav, under titeln "Speculum regale" (1768), en latinsk översättning av "Konungs skuggsjá" (Konungaspegeln) och skrev en för den tiden förträfflig isländsk litteraturhistoria, Sciagraphia historiæ literariæ Islandiæ (1777, andra upplagan 1786).